# Perros callejeros II
Perros callejeros 2: Busca y captura (1979) es una película española dirigida por José Antonio de la Loma y protagonizada por Ángel Fernández Franco, alias El Torete. Forma parte del género cinematográfico conocido como cine quinqui y es la segunda parte de una trílogía. Secuela de Perros callejeros (1977) y seguida por Perros callejeros III: Los últimos golpes de «El Torete» (1980).
Perros callejeros 2:Busca y captura (1979) Está basada en las andanzas de Angel Fernández Franco alias El Torete o el Trompeta después de rodar Perros callejeros.
Curiosidad:Hay una escena en la que se encuentra Angel El Torete (Interpretado por el mismo) y Juan José El Vaquilla (interpretado por Bernard Seray) En el cual sale como atropella a una mujer sin querer, cosa que pasó en la vida real y en su discusión con el Torete por “robarle el papel en perros callejeros” Cosa que pasó también en la vida real. La película está basada en hechos reales y explica cómo lo meten en la cárcel por error y cómo hace para salir con ayuda de José Antonio De la Loma.

## Sinopsis
Ángel, “El Torete”, es acusado injustamente de participar en el asesinato del empleado de una gasolinera. Tras entrar en prisión, y ayudado por sus amigos, reconstruye los hechos que son su coartada; pero mientras está en la cárcel sufre las consecuencias del terrible motín de “La Modelo" y posiblemente resultó muerto, atropellado por un Chrysler 150, cuando salió de la cárcel.

## Reparto
| Actor                    | Personaje      |
| ------------------------ | -------------- |
| Ángel Fernández Franco   | Ángel          |
| Teresa Giménez           | Charo          |
| Reyes Poveda             | Tony           |
| José Febles              | El Chino       |
| Raúl Ramírez             | Fernando       |
| Agustí Villaronga        | Vicente        |
| Pep Corominas            | El Pijo        |
| Conrado Tortosa 'Pipper' | Julián         |
| Verónica Miriel          | Verónica       |
| Bernard Seray            | El Vaca        |
| Florencio Calpe          | El juez        |
| Basilio Fernández Franco | Basilio        |
| César Sánchez            | El Choto       |
| Carlos Lucena            | Inspector Jefe |
| Isabel Mestres           | Mari Carmen    |
| Amparo Moreno            | La Fina        |
| Grace Renat              | La Chelo       |